# Tsjernik
Tsjernik (Bulgaars: Черник Chernik, Turks: Karalar) is een dorp in het noordoosten van Bulgarije. Het dorp is gelegen in de gemeente Doelovo in de oblast Silistra.

## Ligging
Het dorp Tsjernik ligt ongeveer op 20 km ten noordwesten van Doelovo en Kaolinovo. Verder ligt het 30 km ten noordoosten van de stad Isperich en 36 km ten zuiden van Silistra. Het dorp ligt 330 km ten noordoosten van de Bulgaarse hoofdstad Sofia en 173 km ten zuidoosten van de Roemeense hoofdstad Boekarest. 

## Bevolking
In de laatste officiële cijfers van het Nationaal Statistisch Instituut van Bulgarije woonden er 2.357 personen in het dorp, een aantal dat de afgelopen jaren relatief stabiel is gebleven.
|  |

De bevolking van het dorp Tsjernik bestaat vooral uit etnische Turken, gevolgd door kleinere aantallen Bulgaren en Roma. Een significant deel van de bevolking is aanhanger van het Kizilbasj-alevitisme.
| Etnische samenstelling van de respondenten (2011) | Etnische samenstelling van de respondenten (2011) | Etnische samenstelling van de respondenten (2011) | Etnische samenstelling van de respondenten (2011) | Etnische samenstelling van de respondenten (2011) |
| ------------------------------------------------- | ------------------------------------------------- | ------------------------------------------------- | ------------------------------------------------- | ------------------------------------------------- |
|                                                   |                                                   |                                                   |                                                   |                                                   |
| Bulgaren                                          | Bulgaren                                          |                                                   | 4,4%                                              | 4,4%                                              |
| Turken                                            | Turken                                            |                                                   | 92,5%                                             | 92,5%                                             |
| Roma                                              | Roma                                              |                                                   | 2,7%                                              | 2,7%                                              |
| Anders/Onbekend                                   | Anders/Onbekend                                   |                                                   | 0,5%                                              | 0,5%                                              |